# Markgrafenmuseum
Das Markgrafenmuseum in Ansbach ist in einem denkmalgeschützten Gebäudekomplex untergebracht und beherbergt Ausstellungen zu Kaspar Hauser und dem Fürstentum Ansbach.

## Geschichte
Das Museum wurde 1932 als Verbindung der Sammlungen des Historischen Vereins für Mittelfranken und der Stadt Ansbach gegründet. Seit 1961 ist es im Schnitzleinshof untergebracht, der aus dem 15. Jahrhundert stammt und bis ins 18. Jahrhundert mehrfach erweitert wurde. Dieser Teil wurde zuletzt 2000 renoviert. Seit 1978 unterstützt der Kunstverein Ansbach das Museum durch Zuwendungen oder Dauerleihgaben. Teile der Ausstellung werden seit 1984 in einem Nebengebäude gezeigt, dessen Bausubstanz aus dem 14. Jahrhundert stammt.
Das Museum ist ganzjährig von Dienstag bis Sonntag geöffnet.

## Ausstellungen
Im Erdgeschoss befindet sich die Kaspar-Hauser-Abteilung mit Besitztümern des Findelkindes. Sein Leben und Theorien über seinen Ursprung werden gezeigt, doch es wird keine endgültige Lösung geboten. In den Obergeschossen findet sich eine Ausstellung über die Geschichte der Markgrafen von Brandenburg-Ansbach und die Zeit als Residenzstadt der Hohenzollern. Aus der Markgrafenzeit werden Porträts der Herrscher, Jagdszenen und Fayencekeramiken aus eigener Produktion gezeigt.
In einem Nebengebäude sind Natur-, Vor- und Frühgeschichte untergebracht. Dies sind vor allem archäologische Grabungsfunde aus Frühgeschichte und römischer Zeit.
Es finden wechselnde Sonderausstellungen statt; so 2023 zu „famille verte“ genannten Keramiken aus der markgräflichen Sammlung. Im Februar und März 2025 wurde eine Sonderausstellung zur Bombardierung von Ansbach vor 80 Jahren gezeigt.
Seit 2023 gibt es einen virtuellen Rundgang durch die Räume des Museums.

Gegenstände von Kaspar Hauser in der Ausstellung
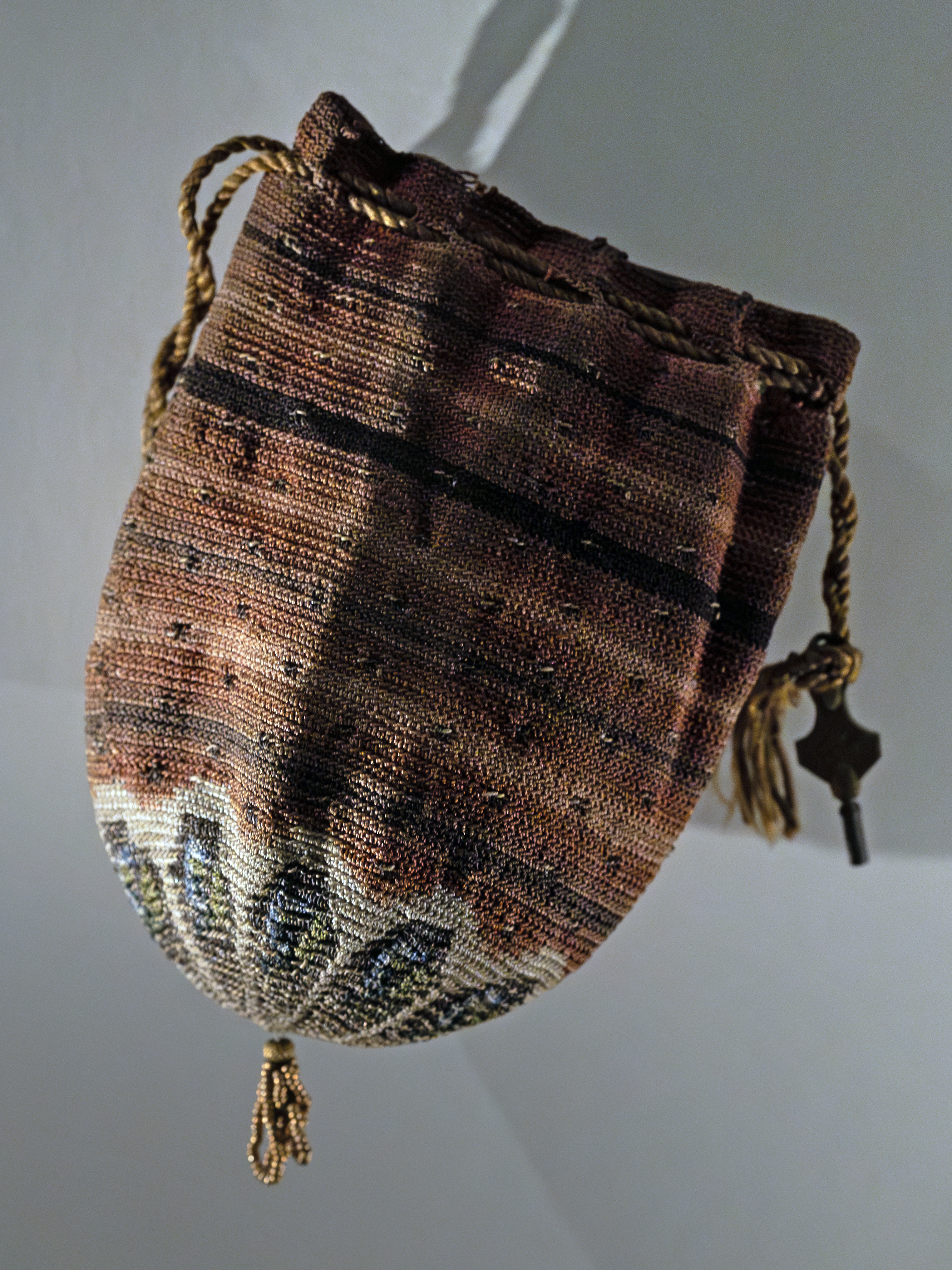
Geldbeutel
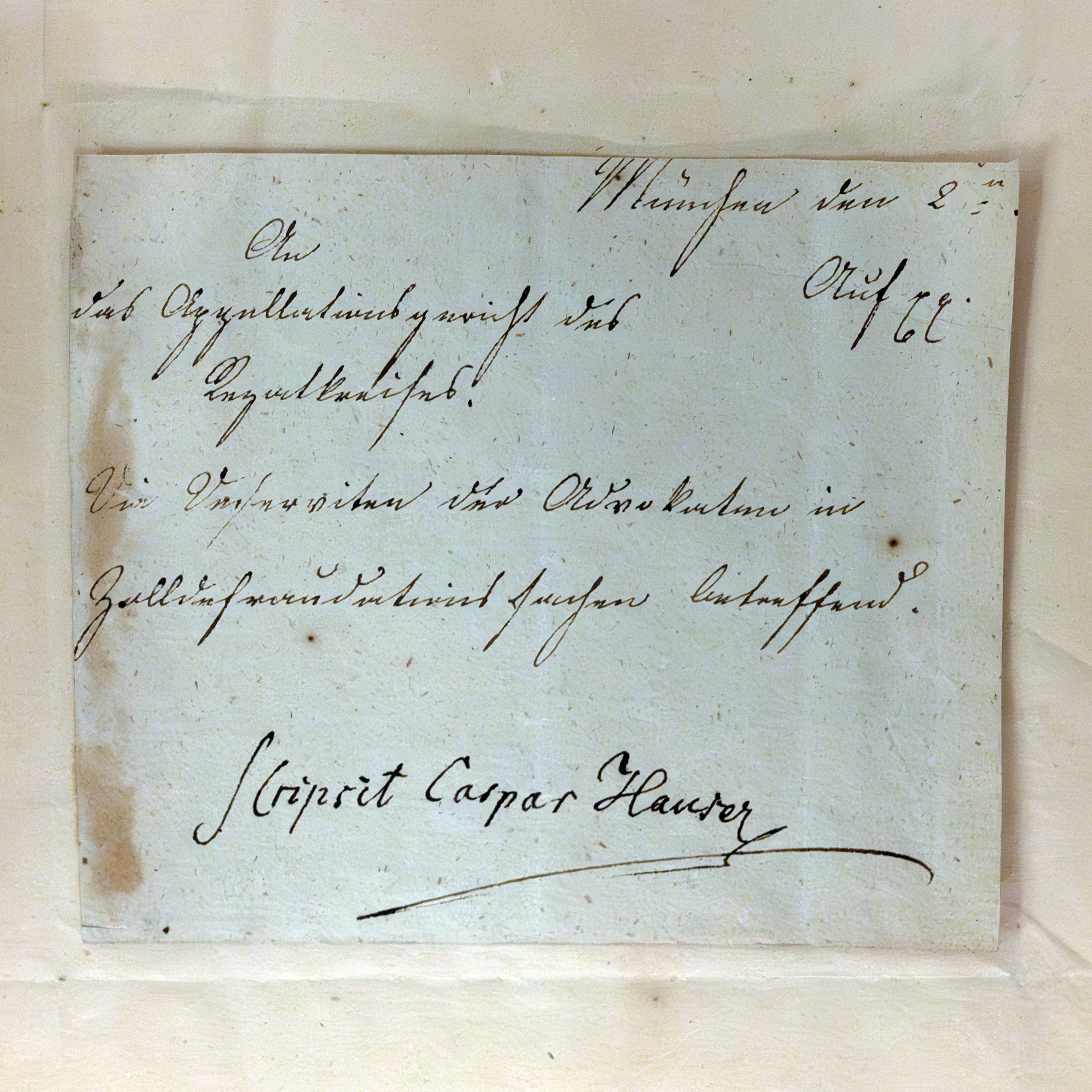
Brief
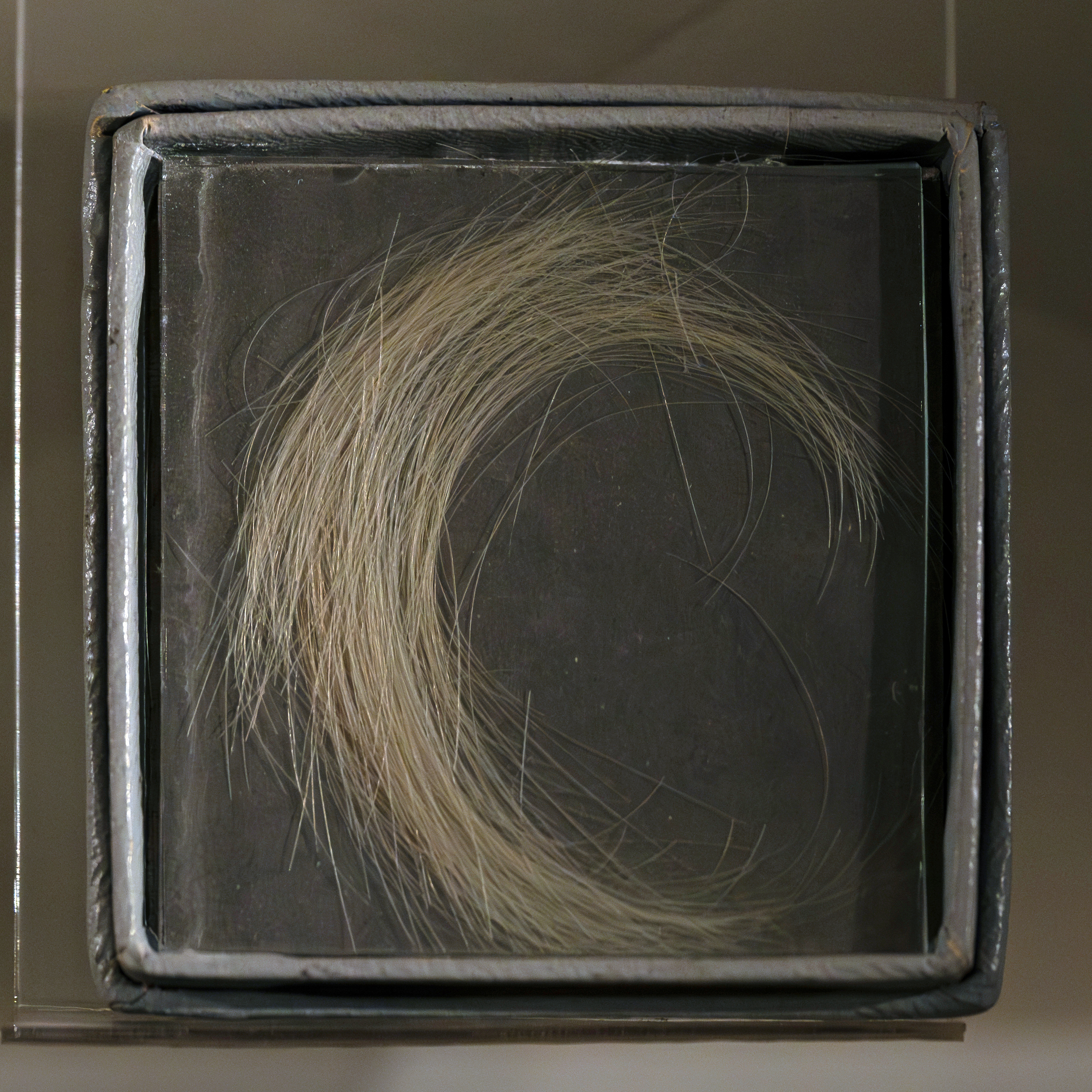
Locke
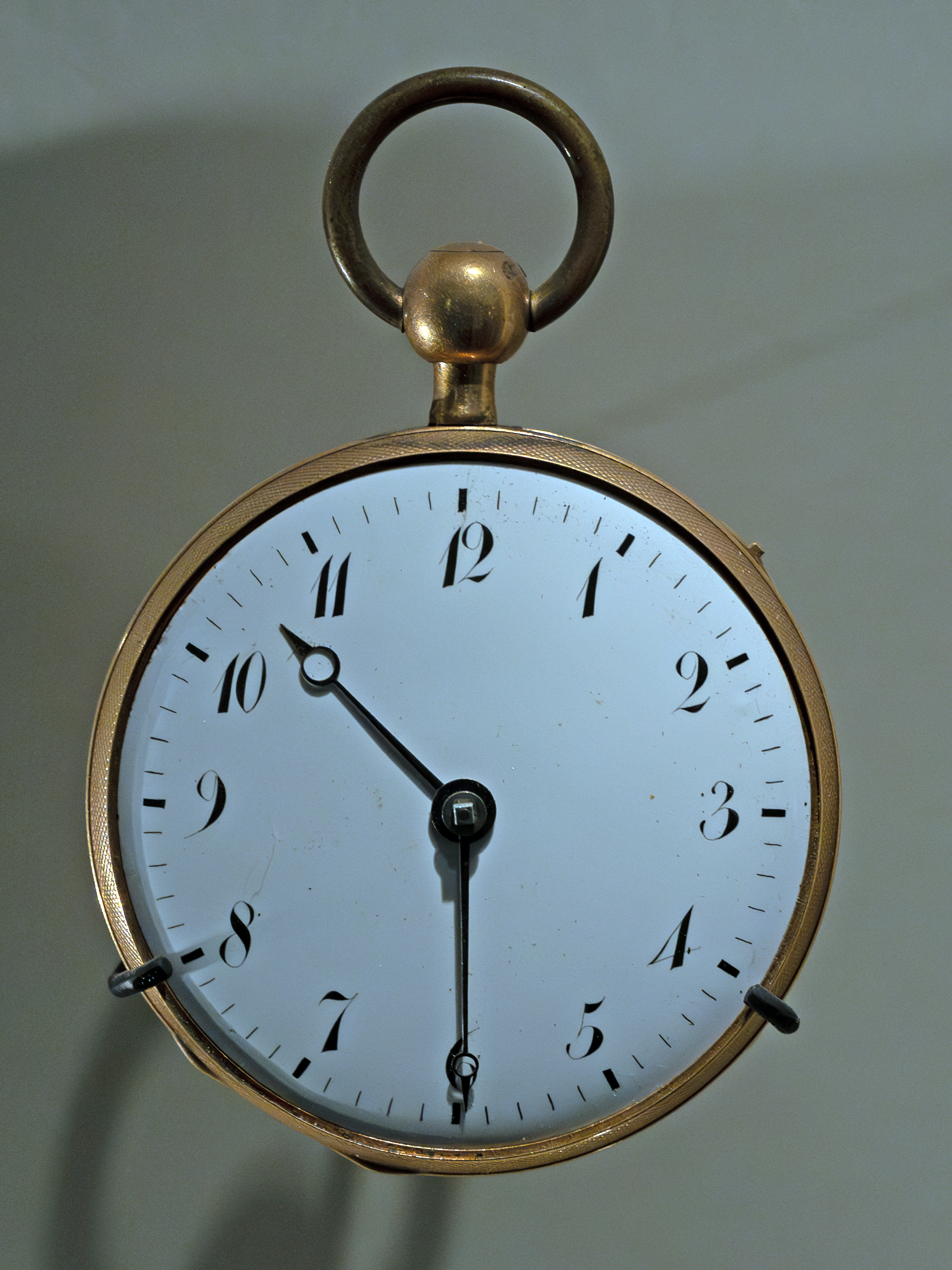
Taschenuhr
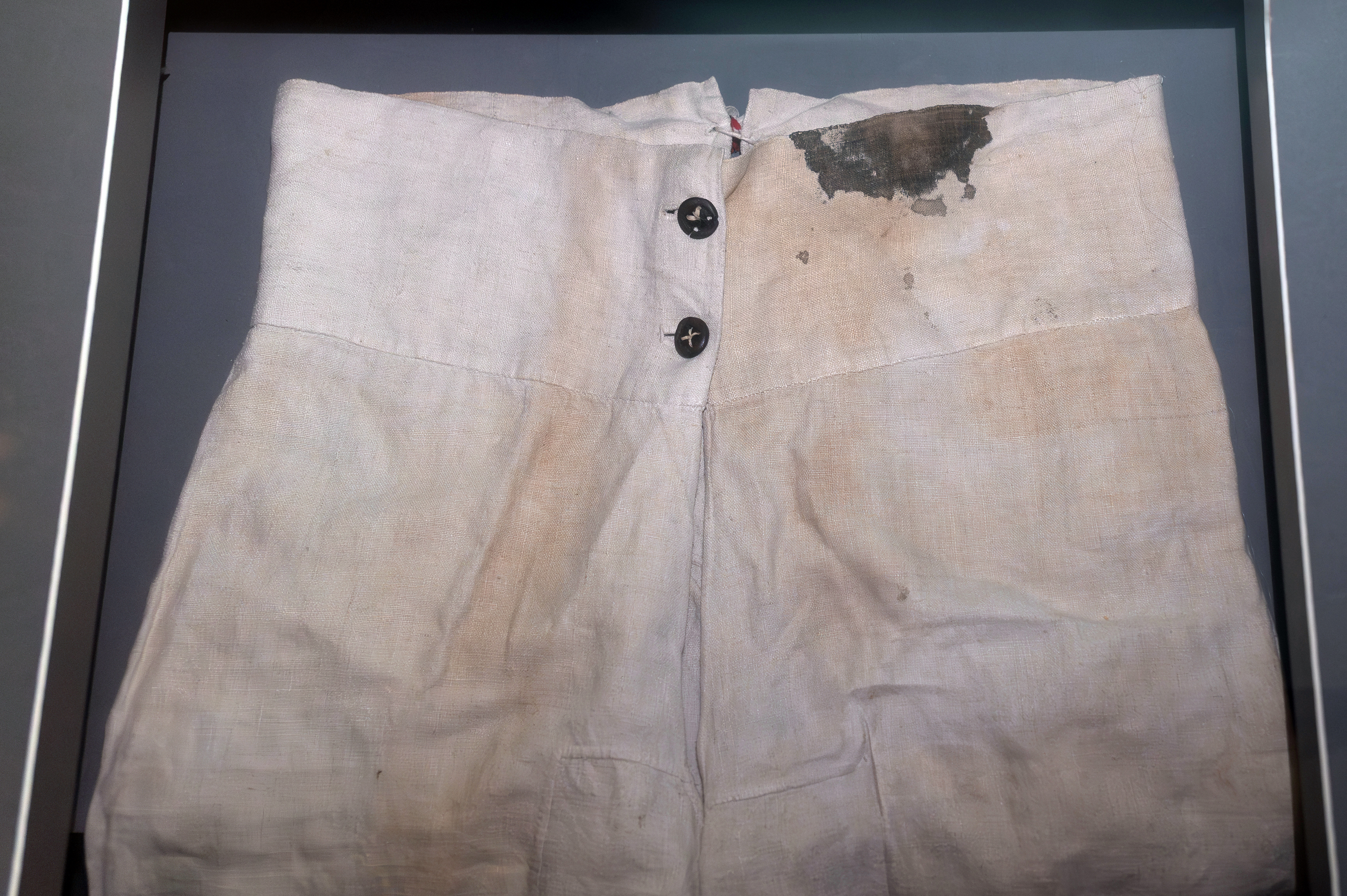
Blutbefleckte Unterhose